# Cromático (EP)
Cromático é o segundo EP da banda Scalene. Foi lançado em 2012 de forma independente e relançado em 2015 pelo selo SLAP. 

## Faixas
| N.º            | Título               | Duração |  |
| 1.             | "Tempos Modernos"    | 2:48    |  |
| 2.             | "Ilusionista"        | 3:30    |  |
| 3.             | "Cego Mundo"         | 2:32    |  |
| 4.             | "Semi-Tom"           | 3:59    |  |
| 5.             | "Nunca Apague a Luz" | 3:41    |  |
| Duração total: | Duração total:       | 15:10   |  |

## Créditos
- Gustavo Bertoni - vocal, guitarra, teclado e violão
- Tomas Bertoni - guitarra, teclado, vocal de apoio
- Lucas Furtado - baixo e vocal de apoio
- Philipe Conde "Makako" - bateria e vocal de apoio